# V341 Большого Пса
V341 Большого Пса (лат. V341 Canis Majoris) — одиночная переменная звезда в созвездии Большого Пса на расстоянии (вычисленном из значения параллакса) приблизительно 5098 световых лет (около 1563 парсеков) от Солнца. Видимая звёздная величина звезды — от +12,5m до +11,2m.

## Характеристики
V341 Большого Пса — красный гигант, пульсирующая полуправильная переменная звезда типа SRB (SRB) спектрального класса M7III или M7.